# Heinz Heineberg

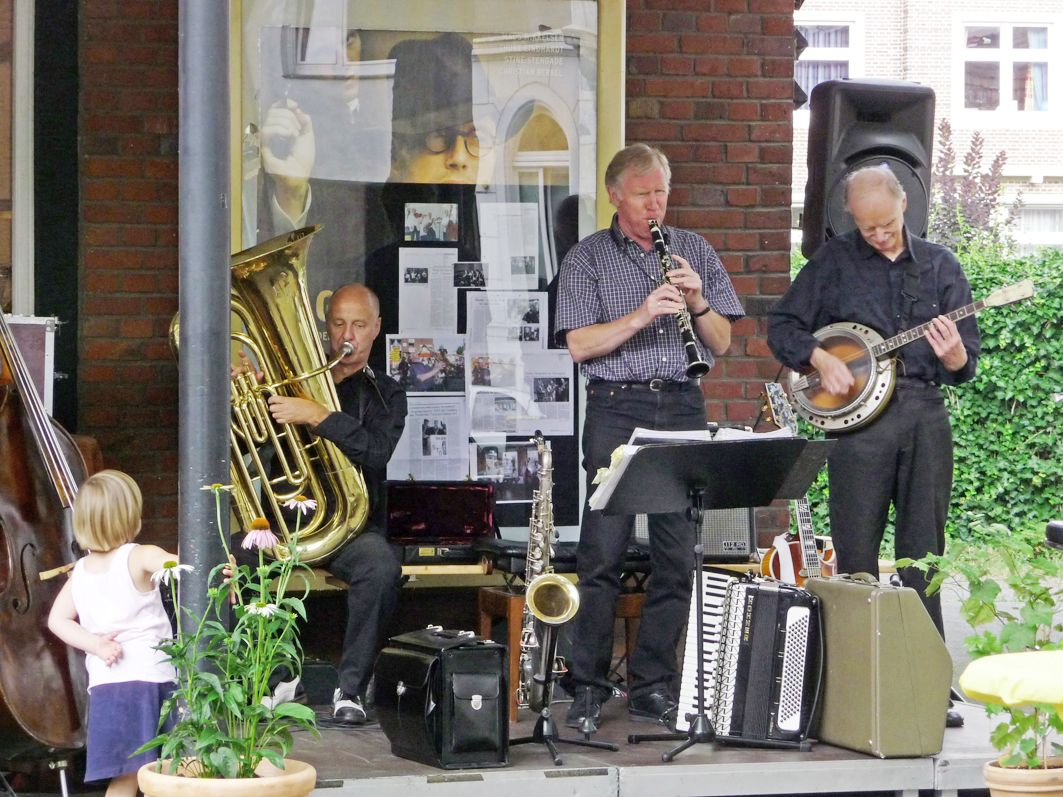
Heinz Heineberg (Bildmitte) widmet sich in seiner Freizeit mit Freunden der Jazzmusik.

Heinz Heineberg (* 21. Juni 1938 in Münster) ist ein deutscher Geograph und emeritierter Universitätsprofessor an der Westfälischen Wilhelms-Universität Münster.

## Leben
Heineberg studierte in den Jahren 1958–1965 die Fächer Mathematik, Geographie, Philosophie und Leibeserziehung an der Universität Münster. 1965 legte er die Erste Philologische Staatsprüfung für das Lehramt an höheren Schulen ab. Nach dem kurzfristigen Referendariat am Städtischen Gymnasium in Greven war er 1965–1971 Wissenschaftlicher Assistent bei Peter Schöller am Geographischen Institut der Ruhr-Universität Bochum. 1968 promovierte er zum Dr. rer. nat. (mit Auszeichnung). Thema der Dissertation: Wirtschaftsgeographische Strukturwandlungen auf den Shetland-Inseln. 1971–1976 war er zunächst Akademischer Rat, dann Oberrat in Bochum, habilitierte sich 1974 mit der Schrift Zentren in West- und Ost-Berlin. Untersuchungen zum Problem der Erfassung und Bewertung großstädtischer funktionaler Zentrenausstattung in beiden Wirtschafts- und Gesellschaftssystemen Deutschlands. Nach einer Vertretung des Lehrstuhls für Geographie an der Universität Münster in den Jahren 1975/76 wurde er Ende 1976 auf den Lehrstuhl für Geographie/Anthropogeographie in Münster berufen und hatte diesen bis zu seiner Emeritierung im Jahr 2003 inne.
Er war 1983 verantwortlich für die Durchführung des Deutschen Geographentags in Münster. 2009 bis 2019 nahm er Lehraufträge im Bereich der Anthropogeographie/Stadtgeographie an der Universität Basel wahr.
Heinz Heineberg ist seit 1964 mit Barbara Heineberg verheiratet. Sie haben fünf Kinder und zehn Enkelkinder. Ein Hobby von Heinz Heineberg ist u. a. Musik (Jazzmusik mit Akkordeon, Piano, Klarinette und Saxophonen).

## Funktionen (Auswahl)
Heineberg hatte während und nach seiner universitären Laufbahn zahlreiche Funktionen inne. Er ist Mitglied der Geographischen Kommission für Westfalen im Landschaftsverband Westfalen-Lippe und war deren Fachbeisitzer im Vorstand sowie Vorsitzender dieser wissenschaftlichen Kommission. U. a. war er korrespondierendes Beiratsmitglied des Instituts für vergleichende Städtegeschichte, Mitglied der Hochschulstrukturkommission und der Berufungskommission Geographie aller Hochschulen Thüringens, Vorsitzender des Deutschen Nationalkomitees der Geographie in der Internationalen Geographischen Union (Chairman of the Committee for IGU (International Geographical Union) of the Federal Republic of Germany), Fachgutachter für Anthropogeographie/Wirtschaftsgeographie der DFG (Deutsche Forschungsgemeinschaft), Stellv. Direktor des Lateinamerikazentrums der Universität Münster, ord. Mitglied der Deutschen Akademie für Landeskunde und Vorstandsmitglied des Zentrums für Niederlande-Studien der Universität Münster.
Er war Mitherausgeber folgender Schriftenreihen: Münstersche Geographische Arbeiten; Berichte des Arbeitsgebietes Stadt- und Regionalentwicklung; Städteforschung;  Westfälische Geographische Studien; Siedlung und Landschaft in Westfalen; Seit 2000 ist er alleiniger Herausgeber der Lehrbuchreihe Grundriss Allgemeine Geographie (utb).

## Werke (Auswahl)
- Wirtschaftsgeographische Strukturwandlungen auf den Shetland-Inseln. Schöningh, Paderborn 1969 (= Bochumer Geographische Arbeiten, H. 5).
- Zentren in West- und Ost-Berlin. Untersuchungen zum Problem der Erfassung und Bewertung großstädtischer funktionaler Zentrenausstattungen in beiden Wirtschafts- und Gesellschaftssystemen Deutschlands. (= Bochumer Geographische Arbeiten. Sonderreihe 9). Schöningh,  Paderborn 1977.
- Großbritannien. Klett, Stuttgart 1983; Großbritannien. Raumstrukturen, Entwicklungsprozesse, Raumplanung. 2. völlige Neubearbeitung. Gotha 1997 = Perthes-Länderprofile.
- Stadtgeographie. (= Grundriss Allgemeine Geographie X). Schöningh, Paderborn 1986.
- Hrsg.: Investigaciones alemanas de Geografía en América Latina. Instituto de Colaboración Científica/IGU, Comité Nacional Alemán, Tübingen/Münster 1995.
- Hrsg. mit Klaus Temlitz: Geographische Landeskunde für Westfalen-Lippe. 70 Jahre Geographische Kommission für Westfalen – Eine Zwischenbilanz. Geogr. Komm. f. Westfalen, Münster 2006 (= Siedlung und Landschaft in Westfalen, H. 36).
- Einführung in die Anthropogeographie/Humangeographie. (Grundriss Allgemeine Geographie). utb 2445. Schöningh, Paderborn 2003, 3. überarb. u. aktual. Aufl. 2007, unveränd. Nachdruck 2017.
- Hrsg. mit Thomas Hauff: Münster. Stadtentwicklung zwischen Tradition, Herausforderungen und Zukunftsperspektiven. Aschendorff Verlag, Münster 2011. (= Städte und Gemeinden in Westfalen Bd. 11, Geographische Kommission für Westfalen).
- Stadtgeographie. mit Frauke Kraas, Christian Krajewski und Jörg Stadelbauer (= Grundriss Allgemeine Geographie) utb 2166. Schöningh, Paderborn 6. aktual. u. erweiterte Aufl. 2022.